# Autotrolej
KD Autotrolej d.o.o. är ett kommunalägt bussbolag med huvudkontor i Rijeka i Kroatien. Dess huvudägare är staden Rijeka och på uppdrag av huvudägaren ansvarar bolaget för den lokala busstrafiken i Rijeka med omnejd. Karaktäristiskt för fordonsflottan är de orangefärgade bussarna. 

## Verksamhet
Autotrolej trafikerar 51 busslinjer varav 12 förbinder städer och kommuner med Primorje-Gorski kotars läns centralort Rijeka. Bussbolaget transporterar årligen cirka 45 miljoner passagerare inom staden och länet. Den totala uppnådda körsträckan för bussflottan uppgår till över 10 miljoner kilometer under ett år.

## Historik
Autotrolej anser sig bära sina anor från och vara efterföljare till det bolag som bildades i samband med att spårvagnstrafik infördes den 7 november 1899 i det då österrikisk-ungerska Fiume. Bolaget har därefter bedrivit kollektivtrafik i Rijeka med olika transportmedel, däribland hästspårvagn, elektriskt driva spårvagnar, lastbilar, trådbussar och olika typer av bussar. Idag använder sig bolaget uteslutande av vanliga bussar, ledbussar och minibussar från olika tillverkare.  

## Busslinjer

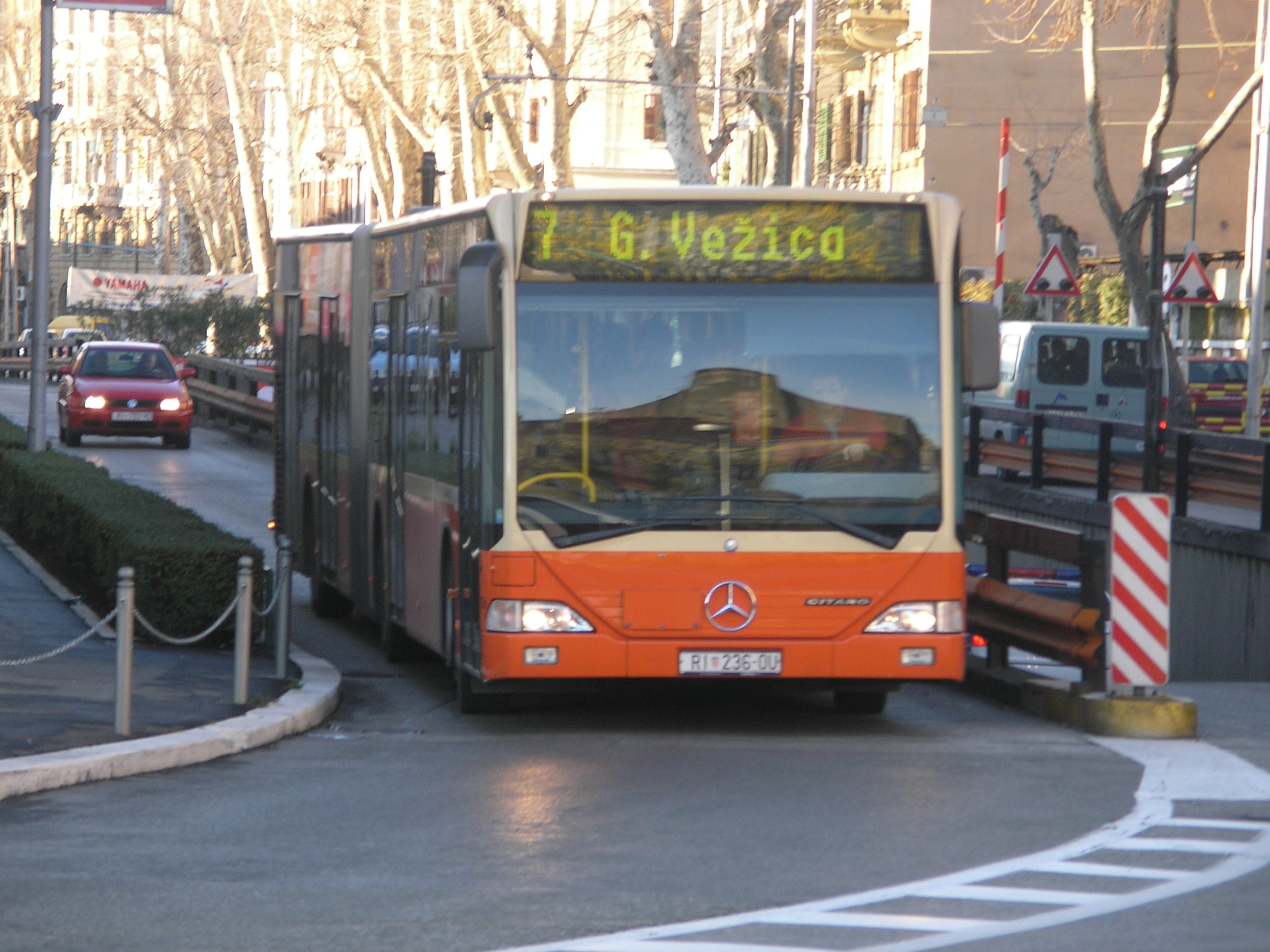
Linje 7 (Gornja Vežica – Centrum – Pehlin) år 2007.

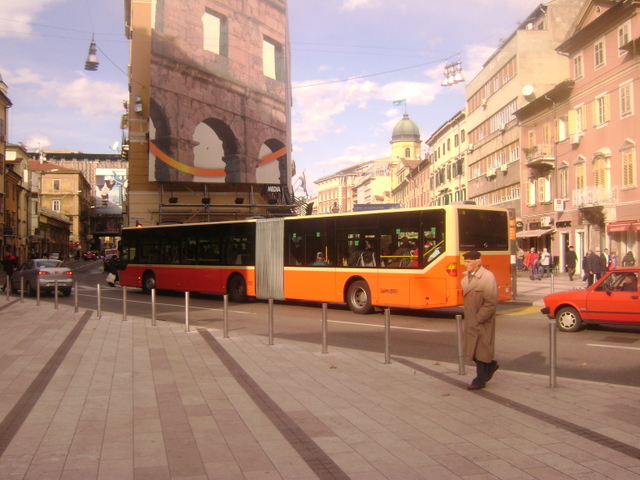
En av Autotrolejs ledbussar av typen Mercedes-Benz Citaro.

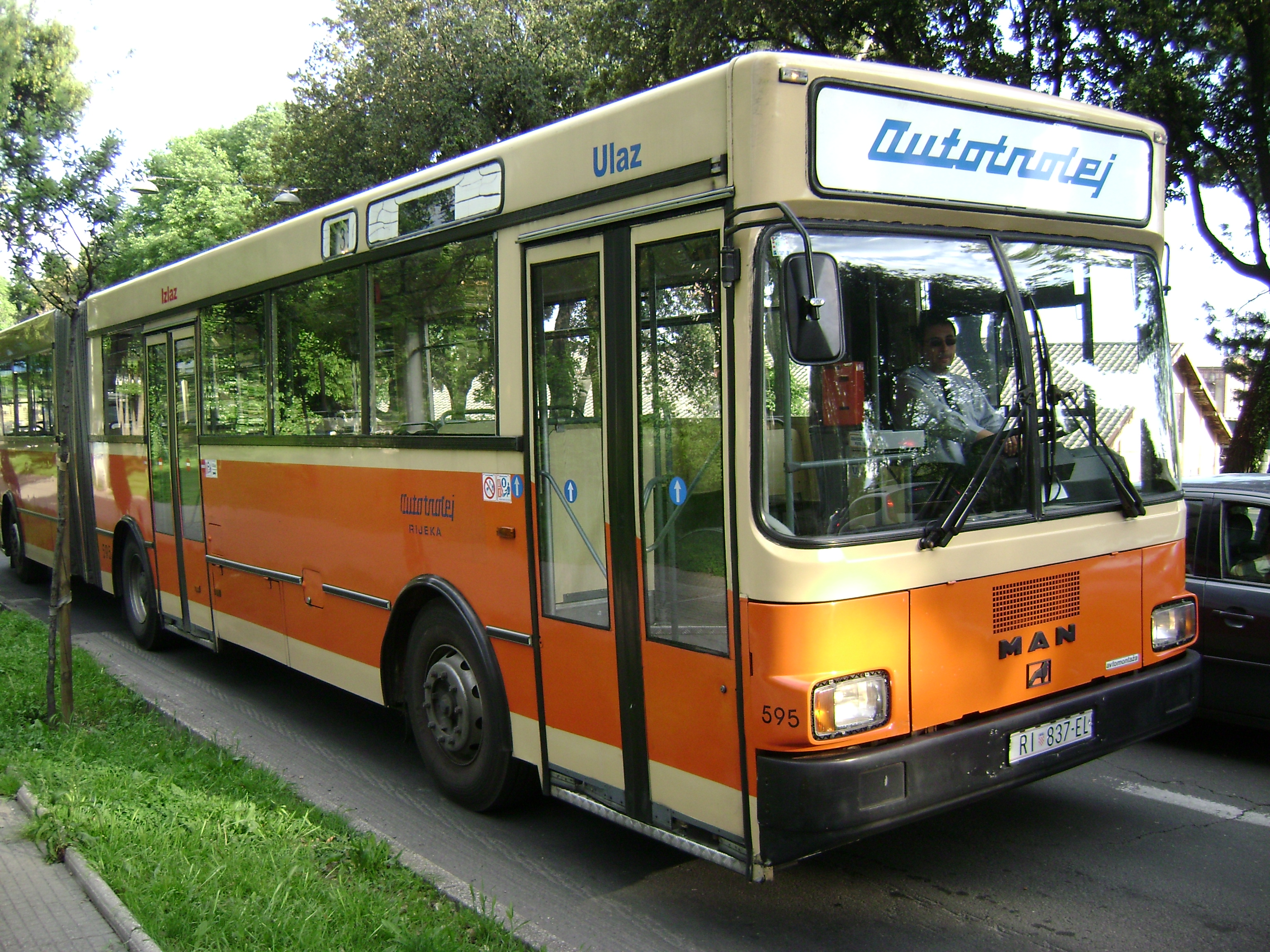
En av Autotrolejs ledbussar av märket MAN.

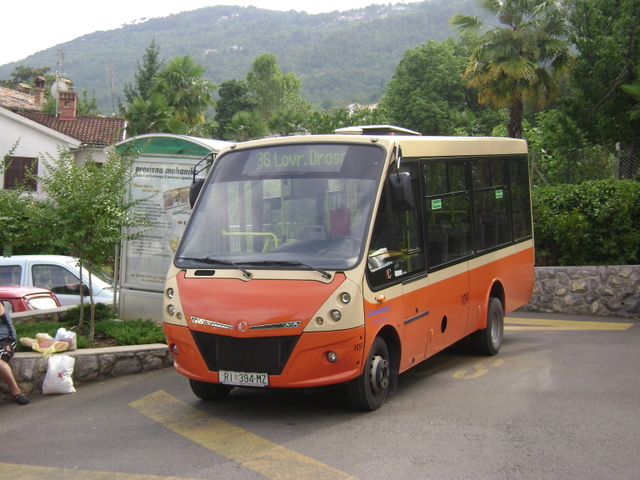
En av Autotrolejs minibussar av märket Iveco.

### Stadsbusslinjer
| Linje | Sträckning                                          |
| ----- | --------------------------------------------------- |
| 1     | Pećine – Centrum – Bivio                            |
| 1A    | Šetalište A.K. Miošića – Centrum – Marčeljeva Draga |
| 1B    | Tower center – Strmica                              |
| 2     | Trsat – Centrum – Srdoči                            |
| 2A    | Šetalište A.K. Miošića – Ivana Zavidića             |
| 3     | Šetalište A.K. Miošića – Grbci                      |
| 3A    | Jelačićev trg – Bezjaki                             |
| 4     | Fiumara – Brašćine                                  |
| 4A    | Brašćine – Pulac                                    |
| 5     | Jelačićev trg – Drenova                             |
| 5A    | Järnvägsstationen – Drežnička – Tibljaši            |
| 5B    | Drenova (Fran Frankovićs grundskola) – Petrci       |
| 6     | Podvežica – Centrum – Novo naselje                  |
| 7     | Gornja Vežica – Centrum – Pehlin                    |
| 7A    | Sveti križ – Centrum – Hosti                        |
| 8     | (Trsat) – Campus – Torpedo                          |
| 8A    | Jelačićev trg – Campus                              |
| 9     | Martina Kontuša – Sveti Kuzam                       |
| 13    | Delta – Pašac – Grohovo                             |
| 100   | Šetalište A.K. Miošića – Centrum – Cambierieva      |

### Nattbusslinjer (inom Rijeka)
| Linje | Sträckning               |
| ----- | ------------------------ |
| 101   | Trsat – Marčeljeva Draga |
| 102*  | Vežica – Srdoči          |
| 103   | Jelačićev trg – Drenova  |

* Sträckning: Vežica (Z. Kučića) – Kumičićeva – Fiumara – Krešimirova – N. Tesle – Vukovarska – A. Barca – Vidovićeva – Lozičina – Zametska – Srdoči – Zametska – Nova cesta – Čandekova – N. Tesle – Krešimirova – Fiumara – Kumičićeva – Kvaternikova – Z. Kučića
Busshållplatsen för linje 102 är belägen på gatuadressen "Ulica A. Barca 3". 

### Förortslinjer

#### Från bussterminalen Delta i Rijeka
| Linje | Sträckning                                                       |
| ----- | ---------------------------------------------------------------- |
| 10    | Rijeka – Sv. Lucija – Šoići                                      |
| 10A   | Rijeka – Žurkovo – Paveki                                        |
| 11    | Rijeka – Drenova – Saršoni – Garići – Mladenići – Viškovo*       |
| 12    | Rijeka – Čavle – Kukuljani                                       |
| 14    | Rijeka – Čavle – NN Mavrinci – Podola                            |
| 15    | Rijeka – Čavle – Grad Grobnik – Mikeji                           |
| 15A   | Čavle – Soboli – Zastenice – Škaroni                             |
| 16    | Rijeka – Čavle – Podkilavac – Jelenje                            |
| 18    | Rijeka – Spinčići – Trinajstići – Kastav – Brnčići               |
| 18B   | Rijeka – Rešetari – Kastav                                       |
| 18C   | Kastav – Spinčići – Rubeši – Rešetari – Kastav                   |
| 19    | Rijeka – Stupari – Viškovo – Studena – Klana – Lisac             |
| 20    | Rijeka – Pehlin – Viškovo – Studena – Klana – Lisac              |
| 20A   | Viškovo – Bezjaki                                                |
| 20B   | Viškovo – Milohni                                                |
| 21    | Rijeka – Pehlin – Viškovo – Kosi – Brnčići – Kudeji              |
| 22    | Rijeka – Matulji – Permani – Škalnica – Klana – Lisac            |
| 23    | Rijeka – Matulji – Permani – Mune                                |
| 25    | Rijeka – Draga – Škrljevo – Kukuljanovo – Podola – Radna Zona 27 |
| 26    | Rijeka – Krasica – Hreljin – Zlobin                              |
| 27    | Rijeka – Bakar – Hreljin                                         |
| 28    | Rijeka – Matulji – Permani – Brgud – Zvoneća                     |
| 29    | Rijeka – D404 – Kraljevica – Oštro – Ožlak                       |
| 30    | Rijeka – Matulji – Permani – Rupa – Lipa – Pasjak – Brce         |

* Linje 11, 20A och 20B är en skolbusslinjer som dock kan nyttjas av andra än skolbarn.

#### Från busshållplatsen vid Jelačićs torg (Jelačićev trg) i Rijeka
| Linje | Sträckning                                             |
| ----- | ------------------------------------------------------ |
| 32    | Rijeka – Opatija – Lovran – Medveja – Mošćenička Draga |

#### Från busshållplatsen i Lovran och Opatija
| Linje | Sträckning                                                       |
| ----- | ---------------------------------------------------------------- |
| 32A   | Lovran – Medveja – Mošćenička Draga – Mošćenice – Brseč – Zagore |
| 34    | Opatija – Volosko – Matulji – Rukavac – Veprinac – Učka          |
| 36    | Lovran – Dobreć – Lovranska Draga                                |
| 37    | Opatija – Pobri – Matulji – Kastav – Spinčići                    |

### Turistbusslinje
År 2007 införde Rijeka en turistbusslinje som trafikeras av en dubbeldäckare av typen MAN Lion's City. Turistbusslinjen tillkom med städer som London, Barcelona och Valencia som förebild. Syftet med turistbusslinjen är att profilera Rijeka som turiststad och erbjuda turister och besökande möjlighet att på ett enkelt sätt besöka Rijekas främsta sevärdheter. Turistbusslinjen trafikeras under perioden 15 juni–15 september och kör dagligen på rutten Opatija–Rijeka. Tack vare 24-, 48- eller 72-timmars-biljetter kan passagerare välja att uppehålla sig en lägre eller kortare stund vid en plats. Via hörlurar erbjuds information om Rijekas och närområdets historia på åtta språk, nämligen engelska, franska, italienska, kroatiska, tyska, ryska, spanska och ungerska. Till skillnad från de karaktäristiska orangefärgade stadsbussarna har turistbussen olika färger och lokala motiv skapade av grafikern Vjekoslav Vojo Radoičić.
| Busshållplats                                    | Avångstid | Avångstid | Avångstid | Avångstid | Avångstid |
| ------------------------------------------------ | --------- | --------- | --------- | --------- | --------- |
| Opatija (Slatina)                                | 09:30     | 12:00     | 14:30     | 16:30     | 19:00     |
| Ivan pl. Zajcs kroatiska nationalteater i Rijeka | 10:00     | 12:30     | 15:00     | 17:00     | 19:30     |
| Trsat                                            | 10:45     | 13:15     | 15:15     | 17:45     | 20:15     |
| Tower Center Rijeka                              | 11:00     | 13:30     | 15:30     | 18:00     | 20:30     |
| Jelačićs torg (Jelačićev trg)                    | 11:15     | 13:45     | 15:45     | 18:15     | 20:45     |
| Adriatiska torget (Jadranski trg)                | 11:20     | 13:50     | 15:50     | 18:20     | 20:50     |
| Opatija (Slatina)                                | 11:45*    | 14:15*    | 16:15*    | 18:45*    | 21:15*    |

* Ankomsttid i Opatija

## Fordonspark
År 2016 bestod Autotrolejs fordonspark av totalt 173 stycken fordon. Av dessa var 102 vanliga bussar, 49 ledbussar, 19 minibussar och 3 kombifordon (varav två för transport av personer med funktionsnedsättning). 21 av fordonen använde biodrivmedel medan 12 fordon använde en blandning av gas och dieselolja som drivmedel. Övriga 140 fordon använde diesel som drivmedel.

## Ägarstruktur
Autotrolej är en samägt kommunalt bolag med staden Rijeka som huvudägare. Ägarstrukturen är fördelad enligt tabellen nedan.
| Ägare (A–Ö)      | Ägarandel (%) |
| ---------------- | ------------- |
| Bakars stad      | 2,73          |
| Čavles kommun    | 3,25          |
| Jelenjes kommun  | 1,79          |
| Kastavs stad     | 1,67          |
| Klanas kommun    | 1,27          |
| Kostrenas kommun | 2,65          |
| Kraljevicas stad | 0,83          |
| Matuljis kommun  | 0,75          |
| Rijekas stad     | 82,81         |
| Viškovos kommun  | 2,25          |